# Nekrolog 1738
Nekrolog
◄◄
| ◄
| 1734
| 1735
| 1736
| 1737
| 1738 | 1739 | 1740 | 1741 | 1742 | ► | ►►
Weitere Ereignisse | Allgemeiner Nekrolog 1738
Die Beschreibung der verstorbenen Person sollte so kurz wie möglich gehalten sein und nur deren signifikante Tätigkeit(en) enthalten.
Neue Namen ggf. auch unter dem Geburts- und Sterbedatum, also etwa unter 1. Januar und im Geburts- und Sterbejahr (2024) eintragen (nur bei entsprechender großer Wichtigkeit). Für Beispiele siehe die schon vorhandenen Artikel.
Außerdem über die fünf zuletzt Verstorbenen, zu denen es einen ausreichend guten Artikel für eine Präsentation auf der Hauptseite gibt, nach der todesbedingten Überarbeitung der Artikel ggf. auch unter Wikipedia Diskussion:Hauptseite informieren und sie am besten auch in den anderen Wikipedia-Sprachversionen eintragen. Tipp: Regelmäßig bei news.google.de nach „ist tot“, „gestorben“ oder „verstorben“ suchen.
Wenn eine Person gestorben ist, gibt es viele Seiten zu dieser Person in der Wikipedia, die davon auch betroffen sind und entsprechend aktualisiert werden müssen. Beispiele: Namenübersichtsseite, Geburtsjahr, Geburtsort-Seiten und viele mehr.
Wie finde ich die betroffenen Seiten?
Im Suchfeld auf der linken Seite gibt man den Suchbegriff so ein: „Vorname Nachname“. Dann klickt man auf Volltext und alle Seiten mit entsprechendem Suchtext werden aufgerufen. Hier sieht man dann schnell, wo auch das Todesjahr Sinn macht oder sogar ein Teil des Artikels angepasst werden muss. Auch hilft das „Werkzeug“ auf der linken Seite sehr gut, um solche Seiten aufzufinden: „Links auf diese Seite“. Somit ist die Wikipedia wieder aktuell in allen Bereichen! Hinweis: bei Eintragung der Kategorie „Gestorben JAHR“ wird der Missbrauchsfilter 49 ausgelöst, was jedoch nicht schlimm ist. Siehe: Spezial:Missbrauchsfilter/49
Dies ist eine Liste von im Jahr 1738 verstorbenen bekannten Persönlichkeiten. Die Einträge erfolgen innerhalb der einzelnen Daten alphabetisch sortiert. Tiere sind im Nekrolog für Tiere zu finden.

## Januar
| Tag        | Name                               | Beruf, bekannt als                                                                            | Alter | Beleg |
| ---------- | ---------------------------------- | --------------------------------------------------------------------------------------------- | ----- | ----- |
| 4. Januar  | George Douglas, 13. Earl of Morton | schottischer Politiker, Mitglied des House of Commons                                         |       |       |
| 6. Januar  | Jean-Baptiste Labat                | Missionar, Plantagenbesitzer und Reiseschriftsteller                                          |       |       |
| 6. Januar  | Franz Xaver Murschhauser           | deutscher Organist und Komponist                                                              |       |       |
| 7. Januar  | Laurentius David Bollhagen         | lutherischer Theologe, Generalsuperintendent von Pommern-Stettin                              | 54    |       |
| 8. Januar  | Heinrich Otto von Albedyl          | schwedischer Generalleutnant der Infanterie                                                   | 71    |       |
| 8. Januar  | Christoph Wilhelm I. von Thürheim  | österreichischer Oberst-Erbland-Falkenmeister                                                 | 76    |       |
| 9. Januar  | Johann Andreas von Hamilton        | kaiserlicher General der Kavallerie und Militärpräsident der Landesadministration in Temeswar |       |       |
| 15. Januar | Anna Maria Benz                    | Kunstmalerin des württembergischen Barock                                                     | 43    |       |
| 16. Januar | Mathias Wenzel Jäckel              | Bildhauer des böhmischen Barock                                                               | 82    |       |
| 17. Januar | Jean-François Dandrieu             | französischer Organist und Komponist                                                          |       |       |
| 29. Januar | Johann Georg Fux                   | deutscher Orgelbauer                                                                          |       |       |
| 30. Januar | Benoît de Maillet                  | französischer Diplomat und Geologe                                                            | 81    |       |
| 30. Januar | Guy Jules Paul de La Porte         | französischer Adliger und Höfling                                                             | 36    |       |
| 30. Januar | Josepha Dominica von Rottenberg    | Priorin                                                                                       | 61    |       |
| 31. Januar | Ehrgott Bernhard Bendl             | deutscher Bildhauer und Stuckateur                                                            |       |       |
| 31. Januar | Jean Croiset                       | französischer Ordensgeistlicher                                                               | 81    |       |

## Februar
| Tag         | Name                    | Beruf, bekannt als                              | Alter | Beleg |
| ----------- | ----------------------- | ----------------------------------------------- | ----- | ----- |
| 4. Februar  | Joseph Süß Oppenheimer  | deutscher Finanzmakler und Bankier              |       |       |
| 5. Februar  | Georg Riedel            | deutscher Kantor und Komponist                  | 61    |       |
| 7. Februar  | Zacharias Sonntag       | deutscher Maler                                 | 55    |       |
| 9. Februar  | Fabio Olivieri          | italienischer Kardinal                          | 79    |       |
| 16. Februar | Matthias Bernhard Braun | österreichischer Bildhauer des Barock in Böhmen | 53    |       |
| 16. Februar | Carel de Moor           | niederländischer Porträtmaler                   | 82    |       |

## März
| Tag      | Name                        | Beruf, bekannt als                                                                      | Alter | Beleg |
| -------- | --------------------------- | --------------------------------------------------------------------------------------- | ----- | ----- |
| 1. März  | Hans Jörgensen Samsö        | königlich dänischer Generalmajor und Chef des Oldenburger National Infanterie-Regiments | 76    |       |
| 5. März  | Gerold Escher               | Schweizer Politiker, Chronist, Zeichner                                                 | 72    |       |
| 7. März  | Johann Dietz                | deutscher Barbier, Feldscher und Grönlandfahrer                                         | 72    |       |
| 8. März  | Johannes Scheuchzer         | Schweizer Arzt und Botaniker                                                            |       |       |
| 10. März | Johann Heinrich Michaelis   | deutscher evangelischer Theologe und orientalischer Philologe                           | 69    |       |
| 16. März | George Bähr                 | deutscher Baumeister                                                                    | 72    |       |
| 18. März | Johann Kaspar von Cosel     | preußischer Generalleutnant und Chef des Dragoner-Regiments Nr.VI                       |       |       |
| 18. März | Juan de Herrera y Chumacero | kolumbianischer Priester, Kapellmeister und Komponist                                   |       |       |
| 20. März | Nicolas Doxat               | Schweizer Offizier und Festungsbauer                                                    | 55    |       |
| 25. März | Turlough O’Carolan          | irischer Komponist und Harfenspieler                                                    |       |       |
| 30. März | Franz Anton von Sporck      | böhmischer Kunstmäzen und Verleger                                                      | 76    |       |

## April
| Tag       | Name                               | Beruf, bekannt als | Alter | Beleg |
| --------- | ---------------------------------- | --- | ----- | ----- |
| 2. April  | Jodokus Bernhard von Aufseß        | Kanoniker in Bamberg und Würzburg                                                                                                 | 67    |       |
| 2. April  | Carl Siegfried von Hoym            | königlich-polnischer und kurfürstlich-sächsischer Geheimer Rat und Kammerherr                                                     | 62    |       |
| 15. April | Cornelius Loos                     | schwedischer Generalmajor, Ingenieuroffizier, Zeichner und Orientreisender                                                        | 52    |       |
| 17. April | Bartholomäus des Bosses            | niederländischer Ordensgeistlicher                                                                                                | 69    |       |
| 18. April | Johann Reinhard Rus                | deutscher orientalischer Philologe, Gräzist und evangelischer Theologe                                                            | 59    |       |
| 22. April | Karl Ludwig Truchsess von Waldburg | preußischer Generalmajor, Kammerherr von König Friedrich I. (Preußen), Amtshauptmann von Insterburg und Landmarschall von Preußen |       |       |
| 27. April | Johann Friedrich Künnecke          | deutscher Baumeister |       |       |

## Mai
| Tag     | Name                         | Beruf, bekannt als                                                   | Alter | Beleg |
| ------- | ---------------------------- | -------------------------------------------------------------------- | ----- | ----- |
| 6. Mai  | Ludwig Gebhard von Hoym      | Geheimer Rat, Oberhauptmann in Thüringen                             |       |       |
| 7. Mai  | Georg Sebastian Plinganser   | deutscher Student, Anführer im bayerischen Volksaufstand (1705–1706) | 57    |       |
| 11. Mai | Michael Helwig               | deutscher Bildhauer und Holzschnitzer                                | 75    |       |
| 12. Mai | Karl III. Wilhelm            | Markgraf von Baden-Durlach, Gründer von Karlsruhe                    | 59    |       |
| 17. Mai | Johannes Gaupp               | lutherischer Geistlicher, Mathematiker und Astronom                  | 70    |       |
| 20. Mai | André Brue                   | Generaldirektor der französischen Senegal Company                    |       |       |
| 20. Mai | François Bruys               | französischer Papsthistoriker und Schriftsteller                     | 30    |       |
| 20. Mai | Philipp Sattler              | österreichischer Bildhauer                                           |       |       |
| 25. Mai | Burkhard Gotthelf Struve     | deutscher Bibliothekar                                               | 66    |       |
| 31. Mai | Friedrich August von Röseler | preußischer Generalmajor, Gouverneur von Geldern                     | 73    |       |

## Juni
| Tag      | Name                                                | Beruf, bekannt als                                                                                | Alter | Beleg |
| -------- | --------------------------------------------------- | ------------------------------------------------------------------------------------------------- | ----- | ----- |
| 2. Juni  | James Francis Fitz-James Stuart, 2. Duke of Berwick | spanischer und jakobitischer Adeliger                                                             | 41    |       |
| 3. Juni  | José de Torres                                      | spanischer Organist, Komponist, Musiktheoretiker und Verleger                                     | 68    |       |
| 4. Juni  | Naum Akimowitsch Senjawin                           | russischer Vizeadmiral der Kaiserlich Russischen Marine                                           |       |       |
| 5. Juni  | Isaac de Beausobre                                  | französischer Theologe                                                                            | 79    |       |
| 6. Juli  | Otto Christoph Eltester                             | deutscher Jurist, Hof- und Kammergerichtsrat, Protonotar des Oberheroldsamtes und Lyriker         | 72    |       |
| 7. Juni  | Antoine Crozat, marquis du Châtel                   | französischer Finanzmann, Kaufmann und Gründer der Kolonie Louisiana                              |       |       |
| 11. Juni | Caspar Bartholin der Jüngere                        | dänischer Anatom                                                                                  | 82    |       |
| 21. Juni | Charles Townshend, 2. Viscount Townshend            | britischer Politiker der Whig-Partei                                                              | 64    |       |
| 24. Juni | Joseph Fiertmair                                    | deutscher Maler                                                                                   | 36    |       |
| 28. Juni | Maximiliane Hiserle von Chodau                      | Geliebte des sächsischen Kurfürsten August des Starken und danach von Alexander Benedikt Sobieski |       |       |
| Juni     | Johannes Creutzburg                                 | deutscher Orgelbaumeister                                                                         |       |       |

## Juli
| Tag      | Name                                | Beruf, bekannt als                                                  | Alter | Beleg |
| -------- | ----------------------------------- | ------------------------------------------------------------------- | ----- | ----- |
| 19. Juli | Charles Bridgeman                   | englischer Gärtner und Landschaftsarchitekt                         |       |       |
| 20. Juli | Gustav Georg Zeltner                | lutherischer Theologe                                               | 65    |       |
| 22. Juli | Wolfgang Hannibal von Schrattenbach | Bischof von Olmütz                                                  | 77    |       |
| 26. Juli | Andreas Joachim von Kleist          | preußischer Oberst und Regimentsinhaber                             | 60    |       |
| 27. Juli | Franciscus Fabricius                | niederländischer reformierter Theologe                              | 75    |       |
| 28. Juli | Heinrich                            | Herzog zu Sachsen-Merseburg-Spremberg, Herzog von Sachsen-Merseburg | 76    |       |

## August
| Tag        | Name                                     | Beruf, bekannt als                                                                     | Alter | Beleg |
| ---------- | ---------------------------------------- | -------------------------------------------------------------------------------------- | ----- | ----- |
| 2. August  | Uejima Onitsura                          | japanischer Dichter                                                                    | 77    |       |
| 6. August  | Anton II. von Aldenburg                  | Reichsgraf und Landesherr der Herrschaft Kniphausen und Varel                          | 57    |       |
| 10. August | Louis II. Bretagne Alain de Rohan-Chabot | französischer Aristokrat und Höfling                                                   | 58    |       |
| 10. August | Johann Wilhelm von Vietinghoff           | mecklenburgischer Generalmajor der Kavallerie, preußischer Kammerherr und Gutsherr     |       |       |
| 17. August | Francesco Barberini                      | italienischer Adliger und Kardinal                                                     | 75    |       |
| 18. August | Sigmund Hauck                            | deutscher Prämonstratenserabt                                                          |       |       |
| 19. August | Helena Curtens                           | letztes deutsches Opfer der Hexenprozesse                                              |       |       |
| 19. August | Paul Zeiller                             | österreichischer Barockmaler                                                           | 82    |       |
| 20. August | Felix Friedrich von Flemming             | Richter am Wismarer Tribunal, preußischer Geheimer Rat und Erblandmarschall in Pommern |       |       |
| 22. August | Christoph Friedrich zu Stolberg-Stolberg | Regent der Grafschaft Stolberg                                                         | 65    |       |
| 23. August | Louis de Montolieu                       | preußischer Generalmajor und sardinischer Generalleutnant                              |       |       |
| 24. August | Giuseppe Averani                         | italienischer Jurist und Naturwissenschaftler                                          | 76    |       |
| 25. August | Johann Gottlieb Gleditsch                | deutscher Buchhändler und Verleger                                                     | 50    |       |
| 29. August | Charlotte von Hessen-Homburg             | Prinzessin von Hessen-Homburg, durch Heirat Herzogin von Sachsen-Weimar                | 66    |       |
| 29. August | Georg Reutter der Ältere                 | österreichischer Organist und Komponist                                                |       |       |

## September
| Tag           | Name                                | Beruf, bekannt als                                                                 | Alter | Beleg |
| ------------- | ----------------------------------- | ---------------------------------------------------------------------------------- | ----- | ----- |
| 8. September  | Othmar Daniel Zinke                 | Abt der Benediktinerklöster Břevnov, Braunau, Politz und Wahlstatt                 | 74    |       |
| 15. September | Kilian Heller                       | Abt des Benediktinerklosters in Seligenstadt                                       | 43    |       |
| 23. September | Herman Boerhaave                    | niederländischer Mediziner                                                         | 69    |       |
| 24. September | Carlo Agostino Badia                | italienischer Opern- und Oratorien-Komponist des Spätbarock                        |       |       |
| 29. September | Friedrich Anton von Wedel-Jarlsberg | königlich dänischer Generalmajor und Chef des Oldenburgischen Infanterie-Regiments | 44    |       |
| 30. September | Dominique van Oost                  | französischer Maler                                                                | 61    |       |

## Oktober
| Tag         | Name                           | Beruf, bekannt als | Alter | Beleg |
| ----------- | ------------------------------ | --- | ----- | ----- |
| 1. Oktober  | Christian Detlev von Reventlow | königlich-dänischer Oberpräsident | 67    |       |
| 3. Oktober  | Christian August Salig         | deutscher Theologe und Historiker | 46    |       |
| 4. Oktober  | Johann Conrad Wegmann          | deutsch-schweizerischer Orgelbauer |       |       |
| 11. Oktober | Andreas von Fürstenberg        | deutsch-baltischer Offizier in schwedischen Diensten, zuletzt Generalmajor, Landrat von Schwedisch-Vorpommern und Kurator der Universität Greifswald | 75    |       |
| 15. Oktober | Timotheus Lütkemann            | lutherischer Theologe und vorpommerscher Generalsuperintendent                                                                                       |       |       |
| 18. Oktober | Caspar von Lengerke            | deutscher Jurist und Hamburger Domherr | 55    |       |
| 24. Oktober | Johann Friedrich Winckler      | deutscher lutherischer Theologe | 58    |       |

## November
| Tag          | Name                    | Beruf, bekannt als                                                                | Alter | Beleg |
| ------------ | ----------------------- | --------------------------------------------------------------------------------- | ----- | ----- |
| 2. November  | Friedrich von Gemmingen | onolzbachischer Kammerjunker und Grundherr in Babstadt                            | 47    |       |
| 2. November  | Matthias Zink           | deutscher Maler des Barocks                                                       |       |       |
| 4. November  | Johann Jacob Syrbius    | deutscher Philosoph und lutherischer Theologe                                     | 64    |       |
| 12. November | Theodor Andreas Potocki | polnischer Bischof                                                                | 74    |       |
| 21. November | Franz Anton von Götzen  | deutscher Adliger, Stifter der Wallfahrtskirche Albendorf in der Grafschaft Glatz | 45    |       |
| 24. November | Jean-Baptiste Régis     | Geograph                                                                          |       |       |

## Dezember
| Tag          | Name                                             | Beruf, bekannt als                                                              | Alter | Beleg |
| ------------ | ------------------------------------------------ | ------------------------------------------------------------------------------- | ----- | ----- |
| 8. Dezember  | Domenico d’Angeli                                | Architekt und Baumeister italienischer Abstammung                               |       |       |
| 9. Dezember  | Ferdinand Maria Innozenz von Bayern              | bayerischer Prinz und kaiserlicher Generalfeldmarschall                         | 39    |       |
| 11. Dezember | Johann Rudolf Byss                               | Schweizer Maler                                                                 | 78    |       |
| 13. Dezember | Daniel Knopf                                     | Schweizer Bankier und Pietist                                                   |       |       |
| 14. Dezember | Otto Christoph aus dem Winckel                   | Erb- und Gerichtsherr                                                           | 73    |       |
| 15. Dezember | Pedro de Arrieta                                 | mexikanischer Architekt                                                         |       |       |
| 17. Dezember | Ludwig Balthasar von Schrautenbach-Weitolshausen | deutscher Generalleutnant                                                       | 84    |       |
| 18. Dezember | Johann Gottfried von Cocceji                     | preußischer Geheimrat und Regierungspräsident in Magdeburg                      |       |       |
| 20. Dezember | Christian Vitzthum von Eckstädt                  | königlich-polnischer und kurfürstlich-sächsischer Oberst und Rittergutsbesitzer | 57    |       |
| 22. Dezember | Jean-Joseph Mouret                               | französischer Komponist                                                         | 56    |       |
| 23. Dezember | Franz Strickner                                  | österreichischer Steinmetzmeister und Bildhauer                                 | 39    |       |
| 27. Dezember | Johann Michael Hallwachs                         | Jurist, evangelischer Theologe, Historiker und Philosoph sowie Hochschullehrer  | 48    |       |
| 28. Dezember | Donato Polli                                     | Luganeser Stuckateur                                                            | 75    |       |

## Datum unbekannt
| Tag | Name                               | Beruf, bekannt als                                                                    | Alter | Beleg |
| --- | ---------------------------------- | ------------------------------------------------------------------------------------- | ----- | ----- |
|     | Georg Andreas Agricola             | deutscher Arzt und Botaniker                                                          |       |       |
|     | Johann Bartsch                     | deutscher Arzt und Botaniker                                                          |       |       |
|     | Gottlieb Siegfried Bayer           | Philologe, Historiker und Orientalist                                                 |       |       |
|     | Johann Conrad von Bentheim         | deutscher Hofbeamter                                                                  |       |       |
|     | Johann Beringer                    | deutscher Hochschullehrer und Leibarzt des Fürstbischofs von Würzburg                 |       |       |
|     | Gottfried von Cochenhausen         | Landrentmeister in Schwedisch-Pommern                                                 |       |       |
|     | Johann August Corvinus             | Kupferstecher in Augsburg                                                             |       |       |
|     | Philipp van Dievoet                | Goldschmied                                                                           |       |       |
|     | Bernhard Adolf von Dücker          | kurfürstlicher Amtsträger, Diplomat sowie montanindustrieller Unternehmer             |       |       |
|     | Wolf Dietrich von Gemmingen        | fürstbischöflich-eichstättischer geheimer Rat und Pfleger zu Abensperg                |       |       |
|     | Ludwig Gerhard                     | deutscher lutherischer Theologe                                                       |       |       |
|     | Johann Ulrich Giezendanner         | Schweizer Goldschmied und Pietist                                                     |       |       |
|     | Dominique Girard                   | französischer Gartenarchitekt und Ingenieur                                           |       |       |
|     | Martin Christian Goeldelius        | deutscher evangelisch-lutherischer Theologe, Pädagoge und Autor                       |       |       |
|     | George Hazard                      | britischer Politiker                                                                  |       |       |
|     | Hama Higa                          | okinawaischer Kampfkunstexperte                                                       |       |       |
|     | Johann Caspar Hindersin            | preußischer Schlossbaumeister                                                         |       |       |
|     | Hugo Wolfgang von Kesselstatt      | Dompropst in Mainz, Domherr in Halberstadt und Lüttich sowie kurtrierischer Geheimrat |       |       |
|     | Pedro de Melo                      | portugiesischer Gouverneur von Portugiesisch-Timor                                    |       |       |
|     | Columban Reble                     | deutscher Benediktinermönch und Geschichtsschreiber                                   |       |       |
|     | Johann Salver                      | Hof- und Universitätskupferstecher in Würzburg                                        |       |       |
|     | Johannes Salzmann                  | Anatom und Chirurg                                                                    |       |       |
|     | Francisco de Sánchez de la Barreda | spanischer Jurist, Gouverneur von Chile                                               |       |       |
|     | Melchior Schäfer                   | deutscher Pastor und Prediger in Görlitz                                              |       |       |
|     | Otto Philipp von Schrottenberg     | Soldat im Hochstift Bamberg                                                           |       |       |
|     | Soi Sisamouth                      | König des Königreichs Champasak                                                       |       |       |
|     | Johann Friedrich von Syberg        | deutscher Adliger                                                                     |       |       |
|     | Johann Georg Urbansky              | Bildhauer des Barock                                                                  |       |       |
|     | Paul Zopf                          | österreichischer Hofnarr, Winkeladvokat und Landfriedensbrecher                       |       |       |